# Der Mythos der Maschine
Mythos der Maschine ist ein Sachbuch des US-amerikanischen Forschers und Schriftstellers Lewis Mumford, das erstmals (in zwei Bänden) 1967/70 in den USA erschien. Die deutsche Ausgabe von The Myth of the Machine gibt den Titel verkürzt als Mythos der Maschine wieder. Ihr Untertitel deutet bereits die Spannweite und den kritischen Blickwinkel von Mumfords umfangreicher Untersuchung an: Kultur, Technik und Macht. Von Kritikern wird dem Werk Kulturpessimismus vorgeworfen.

## Grundzüge
Unter Megamaschine versteht Mumford das ganze System moderner westlicher Wirtschafts- und Lebensweise, das für ihn einen beängstigenden totalitären Anspruch vorbringt und zu Kriegen führt. Die Hauptvertreter der Megamaschine zur damaligen Zeit sind der nordamerikanische und der sowjetische Imperialismus. Sie fußt auf dem mechanistischen Weltbild, das sich im Lauf der Renaissance durchsetzt: Alle Dinge sind beherrschbar, weil und insofern sie quantifizierbar, nämlich messbar, vorhersagbar, wiederholbar sind. Geschichte, Kultur, Moral und das Subjekt überhaupt mit seinen Ängsten, Hoffnungen, Kraftquellen müssen dabei notwendig unter die Räder kommen, da sie nicht quantifizierbar sind. Der Kapitalismus mit seinem Streben nach Wachstum erscheint als die gefundene Wirtschaftsform für eine Megamaschine. Die Frage, welches Glück oder Unglück mit diesem Streben einhergehe – also die Frage nach der Qualität – klammert sie rigoros aus. Mumford arbeitet den zerstörerischen Charakter des westlichen „Fortschritts“ als einen heraus, der sich unaufhaltsam beschleunigt: „Nur die destruktiven Prozesse sind schnell, nur die Entropie kommt ohne Mühe.“ Dem hält er ein organisches Weltbild entgegen, mit dem das vielbeschworene „Wachstum“ der westlichen Marktwirtschaften nicht das Geringste zu tun hat. Zu einer Zeit, da es noch weitgehend Fremdwort ist, handelt Mumford ausführlich von Ökologie. Der Schluss des Epilogs mit dem Titel Der Fortschritt des Lebens stellt die Überwindung der Megamaschine als einen organischen Vorgang in Aussicht: 
…an denen von uns, die den Mythos der Megamaschine abgeschüttelt haben, liegt es, den nächsten Schritt zu tun: Denn die Tore des technokratischen Gefängnisses werden sich trotz ihrer verrosteten alten Angeln automatisch öffnen, sobald wir uns entschließen, hinauszugehen.

### Tempel und Wolkenkratzer
Durch die zunächst verblüffende Parallele, bereits in den Bauzeiten ägyptischer Pyramiden und mesopotamischer Tempel den Vorläufer der modernen Megamaschine zu sehen, macht Mumford allerdings klar, dass weder Kapitalismus noch der sogenannte Fortschritt zum alleinigen Sündenbock taugen. Das Streben, „sich die Erde untertan zu machen“, ist älter als das Alte Testament. Andererseits legt Mumford zahlreiche Indizien für die Annahme vor, es habe vor den großen autoritären Königreichen (und außerhalb ihrer) „Bremsen“ gegen dieses Streben geben. Er weist sie bis ins europäische Mittelalter und das 19. Jahrhundert nach (Romantik, Lebensphilosophie, William Morris). „Sand im Getriebe“ einer Megamaschine sind vor allem selbstorganisierte dezentrale Strukturen, Handwerk und Polytechnik, umfassende Bildung statt Spezialistentum, Autonomie. Als Mumford seine Untersuchung abschloss, befand sich die weltweite Studentenrevolte auf ihrem Höhepunkt, die sich zumindest streckenweise die „Große Verweigerung“ auf die Fahnen geschrieben hatte: eben der Megamaschine gegenüber, die sich laut Mumford einem jahrtausendealten Prozess der Enteignung der Menschen von ihren Lebensgrundlagen verdankt. Allerdings sah Mumford auch schon das Aufgehen jener Rebellion in Kulturindustrie voraus.

### Massenorganisationen
Neben Parallelen zur Frankfurter Kritischen Theorie kann Mumfords Arbeit eine Verwandtschaft mit Friedrich Georg Jüngers Werk Die Perfektion der Technik von 1953 bescheinigt werden. Möglicherweise kannte Mumford das vollständige Werk des deutschen Philosophen nicht. In seinem Literaturverzeichnis führt er lediglich eine auf Englisch erschienene Frühfassung The Failure of Technology von 1949 an. Auch für Jünger besteht die Megamaschine nicht nur aus Stahl oder Elektronik. Sie ist auch Propagandamaschine (siehe auch Soziale Maschine). Sie besitzt auch die bedeutende Fähigkeit, Massen zu organisieren, was sich – für Mumford – schon beim Pyramidenbau oder bei den Feldzügen Alexander des Großen bewährte. Mumford ächtet Technik keineswegs generell. Er lehnt vor allem die moderne Großtechnik ab, die den Menschen zum Anhängsel der Maschine – und Spielball von „Experten“ macht, die nur noch technische Lösungen kennen. Sollte Mumford Des Teufels Wörterbuch seines Landsmanns Ambrose Bierce gelesen haben, dürfte ihm dessen Definition des Erfinders gefallen haben: „Einer, der Räder, Hebel und Federn einfallsreich kombiniert und das für Kultur hält.“ Mumford weist immer wieder auf die sozialen und geistigen Errungenschaften hin, die bei vielen Historikern – schon von der Betrachtung der Altsteinzeit an – unter den Tisch fallen, weil sie nicht so widerstandsfähig und handlich sind wie ein Faustkeil oder eine Dampfwalze. Nebenbei raubt Mumford dem modernen Menschen die Einbildung, die Industrialisierung sei dessen Errungenschaft. Sie verdankt sich vielmehr zahlreichen Erfindungen, die zwischen 1300 und 1800 gemacht wurden, so Wassermühle, Kanal, Segelschiff, Taschenuhr oder Erfindungen im Bergbau. Den Sprung zur Groß- und Massenproduktion ermöglichte die explodierende Geldwirtschaft.

## Wirkung
Die deutsche Übersetzung erschien zunächst 1974 im Europaverlag, dann 1977 bei S. Fischer in Frankfurt/Main. Diese Ausgabe erzielte bis 1986 sechs Auflagen (31.000 Exemplare). In der 19. Auflage der Brockhaus Enzyklopädie – der betreffende Band 15 erschien 1991 – ist Mumford nicht vertreten. In Oesterdieckhoffs Lexikon der soziologischen Werke schreibt Arndt Emmert, neben Renewal of Life und The City sei der Mythos der Maschine Mumfords bedeutendstes Werk. In der Soziologie werde es allerdings nur spärlich bis gar nicht rezipiert, wohl wegen seines kulturpessimistischen Tonfalls. Von „entscheidender Bedeutung“ sei sein Einfluss auf Futurologie und Technologiekritik. Neil Postman habe Mumfords Technikkritik „kenntnisreich“ und „engagiert“ genannt.